# تولید بیش از حد

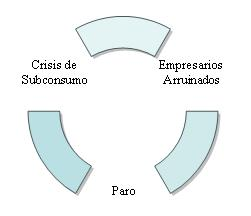
نماد تولید بیش از حد

در علم اقتصاد، تولید مازاد، تولید بیش از حد یا عرضه بیش از حد به مازاد عرضه در محصولات ارائه شده در بازار اشاره دارد. تولید بیش از حد منجر به کاهش قیمت‌ها و/یا کالاهای فروخته نشده همراه با احتمال ایجاد بیکاری می‌شود.
معادل وابسته و معکوس این اصطلاح اقتصادی با نظریه مصرف ناکافی مرتبط است. برخی عرضه و تقاضا را دو روی یک سکه در نظر می‌گیرند - مازاد عرضه فقط نسبت به یک تقاضای معین است و تقاضای ناکافی فقط نسبت به یک عرضه معین تعیین می‌شود - بنابراین بسیاری از اقتصاد دانان تولید مازاد و مصرف کم و ناکافی را معادل هم می‌دانند.
تولید بیش از حد اغلب به سرمایه‌گذاری بیش از حد قبلی نسبت داده می‌شود. سرمایه‌گذاری بیش‌از حد باعث ایجاد ظرفیت تولید مازاد می‌شود و این ظرفیت تولید مازاد یا باید ساکن و ثابت شود یا زیر ظرفیت خود کار کند و بنابراین سودآور نیست یا مازاد عرضه تولید می‌کند.